# 랠프 위검
랠프 위검(Ralph Wiggum)은 미국의 애니메이션 심슨 가족에서 등장하는 캐릭터로, 성우는 낸시 카트라이트이다.

## 개요
랠프는 클랜시 위검 스프링필드 경찰서장의 아들이고 2학년이며, 리사 심슨과는 동급생이다.
그는 종종 잘못된 결론과 엉뚱한 행위를 보여 마을 주민들로부터 괴짜로 알려져 있으나, 정작 본인은 이러한 점을 인식하지 못하고 있다. 제작자인 맷 그레이닝이 가장 좋아하는 캐릭터이기도 하다.

## 같이 보기
- 심슨 가족
- 클랜시 위검
- 리사 심슨

## 참조
1. ↑  (영어) 모로, 에릭 (2007년 7월 28일). “SDCC 07: The Simpsons Panel”. IGN. 2007년 7월 29일에 확인함.